# Ricardo Levi
Ricardo Levi (Évora, Janeiro de 1977) é um cantor português.

## Percurso
O cantor destacou-se a partir de 1996, tendo participado em vários programas de televisão, como o "Big Show SIC", o "Cantigas da Rua" (do qual foi o vencedor na sua cidade natal), entre outros.
À procura dum lugar foi o seu primeiro disco. Lançou o seu segundo trabalho, No Jogo do Amor, em 2000.
Em 2010 concorreu ao Festival RTP da Canção, integrando a lista para a votação on-line, de onde passarão 24 concorrentes às semifinais. Ricardo Levi concorre ao festival, com a canção "Minha alma lusitana", cuja letra é de Tó Andrade (compositor da participação portuguesa na Eurovisão 1999) e composição de Nuno Pires.

## Discografia
- 1999 - À procura dum lugar
- 2000 - No Jogo do Amor

## Single
- 2010- Minha Alma Lusitana (FRTPC2010)